# Лагосанто
Лагосанто (итал. Lagosanto) —  коммуна в Италии, располагается в регионе Эмилия-Романья, подчиняется административному центру Феррара.
Население составляет 4398 человек, плотность населения составляет 129 чел./км². Занимает площадь 34 км². Почтовый индекс — 44023. Телефонный код — 0533.
Покровителем коммуны почитается святой Венанций Камеринский, празднование 18 мая.